# Gabriel Bażyński
Gabriel Bażyński (Gabriel von Baysen) herbu Achinger pol. Wiewiórka (zm. 15 czerwca 1474) – szlachcic pruski. Od 1454 był wojewodą chełmińskim. 
Był zwolennikiem wcielenia ziem zakonu krzyżackiego do Korony. Działał w Związku Pruskim. Był bratem Aleksandra, Jana i Ścibora.
Był sygnatariuszem aktu pokoju toruńskiego 1466 roku. 

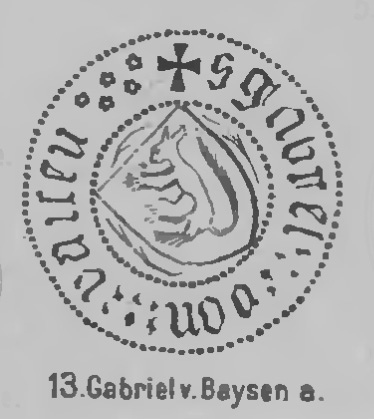
Wizerunek pieczęci Gabriela Bażyńskiego

Wojewoda elbląski i chełmiński, współorganizator i jeden z czołowych przywódców Związku Pruskiego, rzecznik zjednoczenia Pomorza z Polską. Był synem Piotra, sędziego ziemskiego w Dąbrównie, właściciela dóbr w okolicach Ostródy (Elgnowo). Należał do współzałożycieli Związku Pruskiego. Podpisał jego dokument erekcyjny w Kwidzynie (14 III 1440). Reprezentował Związek Pruski podczas zjazdu z legatem papieskim w Elblągu (5 I 1452). W roku 1452 udał się wraz z Abuntiusem Winterem, w poselstwie do Polski, by poznać stanowisko polskich polityków w sprawach pruskich. Wracając z Wiednia, gdzie przebywał i jeździł jako delegat Związku do cesarza, w 1453 roku, został napadnięty i raniony, prawdopodobnie, przez krzyżackich zbirów. Po raz trzeci posłował do Polski w roku 1454 m.in. jako członek delegacji do króla Kazimierza Jagiellończyka. Po roku 1454 brał udział w rokowaniach z zaciężnymi, a w 1456 stłumił bunt stronników Zakonu w Toruniu. Po wybuchu powstania przeciwko Krzyżakom (1454), w imieniu króla Polski zarządza Prusami. W wojnie trzynastoletniej nie brał czynnego udziału, ale odegrał znaczną rolę jako zręczny dyplomata i polityk, organizator prac finansowych w Prusach i wierny stronnik króla polskiego. Sprzedał nawet swoje dobra Sztembark w powiecie Sztum, a pieniądze pożyczył Związkowcom. Jako rzecznik zjednoczenia Pomorza z Polską, cieszył się dużym zaufaniem króla, który obdarzył Bażyńskiego wieloma godnościami. Oprócz sprawowanych funkcji wojewody w Elblągu i Chełmnie (1455-1474), był starostą dzierzgońskim, papowskim, radzyńskim, kowalewskim i golubskim. Według cytowanego źródła Gabriel Bażyński zmarł w roku 1475, miesiąc nieznany.